# John Snow (Mediziner)

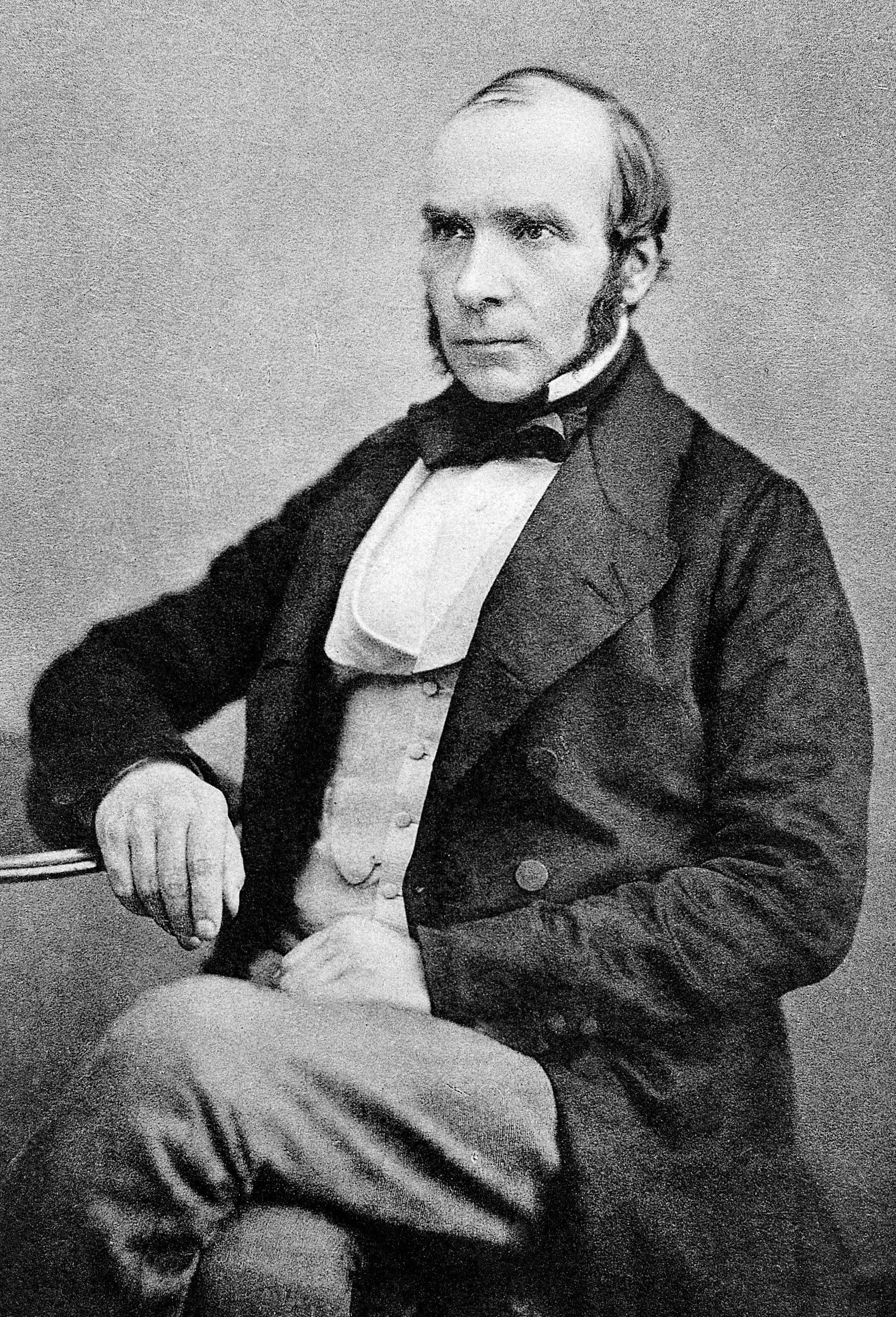
John Snow, 1856 (publiziert 1887 in Asclepiad. Band 4)

John Snow (* 15. März 1813 in York; † 16. Juni 1858 in London) war ein britischer Chirurg, Pionier bei der epidemiologischen Erforschung der Cholera und der Einführung der Narkose mit Äther und Chloroform. John Snow gilt als erster ärztlicher Spezialist für Anästhesie.

## Jugend und Ausbildung
John Snow entstammte einfachen Verhältnissen und wurde in einem schlichten Haus in der North Street in York in England geboren. Er kam 1813 als ältestes von neun Kindern zur Welt. Sein Vater William Snow (1783–1846) war ursprünglich Bergarbeiter, konnte jedoch durch den Erwerb von Landbesitz seine soziale Stellung verbessern. Der Geburtsname seiner Mutter war Frances Askham (1789–1860). Getauft wurde John Snow in der Kirche All Saints in der North Street zu York.

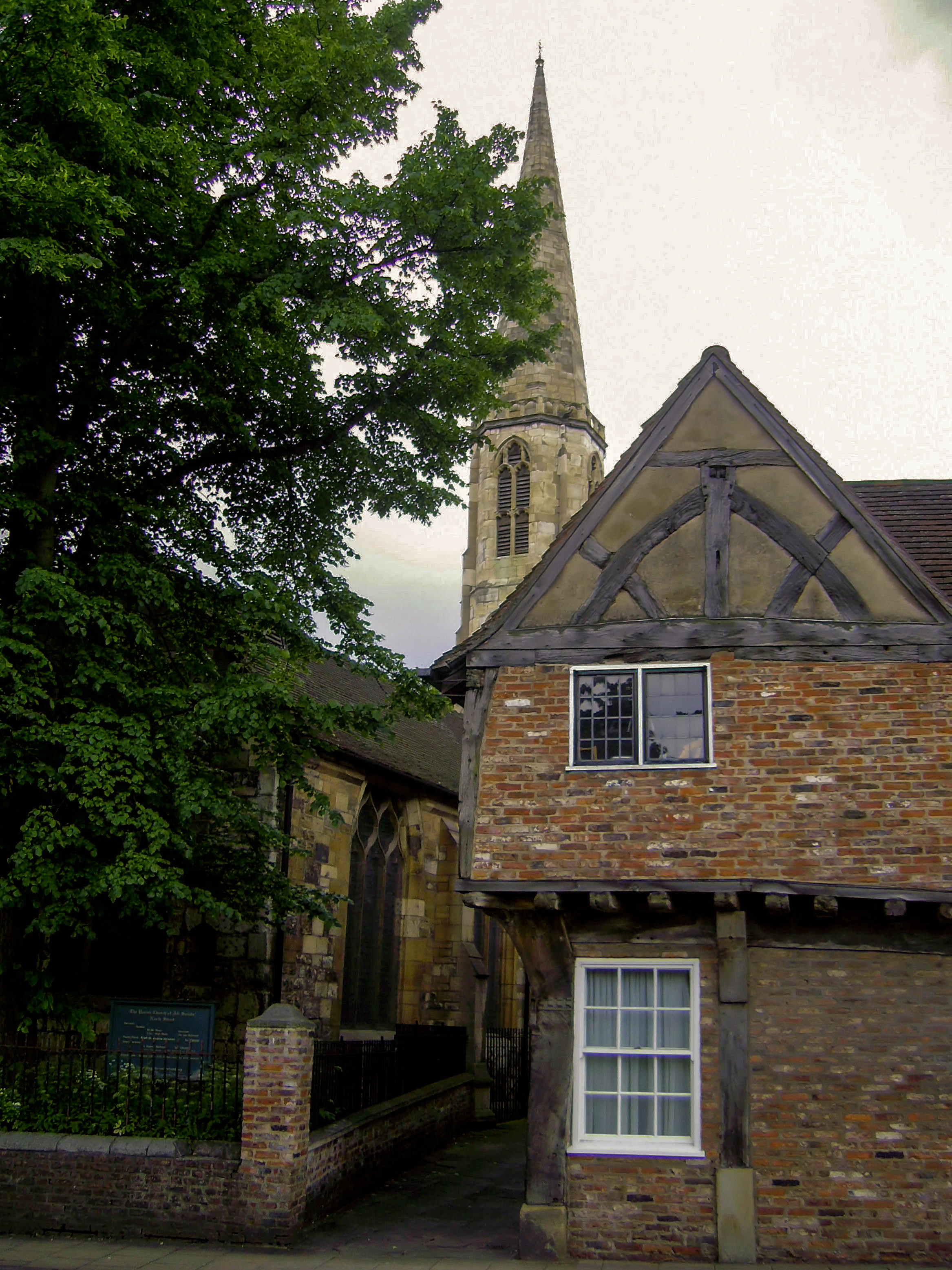
Die Kirche All Saints in der North Street, York: Hier wurde John Snow getauft

Nach dem Besuch einer Privatschule in York begann John Snow 1827 als Vierzehnjähriger eine fünfjährige Ausbildung bei dem Apotheker und Arzt William Hardcastle (1794–1860) in Newcastle upon Tyne, der auch als Chirurg und Geburtshelfer am örtlichen Krankenhaus, dem Newcastle Infirmary at Forth Banks, wirkte. Als die Region 1831/32 von der Cholera heimgesucht wurde, wurde Snow von Hardcastle bei der Pflege der Kranken in Killingworth eingesetzt und machte dort erste Erfahrungen mit dieser Krankheit. 1833 verließ er Newcastle und assistierte für ein Jahr dem Arzt John Watson in Burnop Field bei Newcastle. 1834, nach einem kurzen Aufenthalt in York, zog er in das kleine Dorf Pateley Bridge in Yorkshire und arbeitete als Assistent des Apothekers Joseph Warburton. Während seiner Lehrzeit war Snow zum Vegetarier geworden, 1836 schloss er sich dann der Abstinenzbewegung an, in der auch Warburton sich engagierte. Nach achtzehn Monaten in Pateley Bridge kehrte er für einige Monate zurück nach York und begab sich dann im Anschluss an eine Fußwanderung über Liverpool, Wales und Bath im Oktober 1836 zum Medizinstudium nach London.

## Studienjahre in London
In London studierte er an der Hunterian School of Medicine zunächst Anatomie und machte ab Oktober 1837 im Westminster Hospital ein Krankenhauspraktikum. Im Mai 1838 legte er seine medizinischen Examina ab und wurde Mitglied des Royal College of Surgeons of England, im Oktober 1838 bestand er auch die Apothekerprüfung. Er trat der Westminster Medical Society bei, deren Vorträge er seit April 1837 besuchte, und praktizierte zunächst ohne eigene Praxis am Charing Cross Hospital. Nachdem er 1838/39 bereits mehrere Beiträge im Lancet und in der London Medical Gazette veröffentlicht hatte, begann er 1841 damit, seine Forschungserkenntnisse und Erfindungen in Vorträgen vor der Medical Westminster Society vorzustellen. 1841 hielt er gleich drei solche Vorträge, die anschließend in der London Medical Gazette gedruckt wurden: über Deformationen von Brustkorb und Wirbelsäule bei Neugeborenen (13. März), über die Wirkungszusammenhänge beim Erstickungstod und ein von ihm erfundenes Beatmungsgerät für Neugeborene (16. Oktober), dessen Neuerung darin bestand, dass nicht nur frische Luft über die Nase zugeführt, sondern zugleich verbrauchte Luft über den Mund abgesaugt wurde; und über ein Gerät für die Punktion der Brusthöhle, bei dem ein Ventilmechanismus das Eindringen von Luft in den Thorax verhindern sollte. Daran schlossen sich in den folgenden Jahren weitere Vorträge über die Bedeutung der Lungenkapillaren für den Austausch von Sauerstoff zwischen Atemluft und Blutkreislauf (21. Januar und 4. Februar 1843) und über einen Fall von Vergiftung durch Bleikarbonat (19. November 1844).
Nachdem Snow sich in London eine allgemeinmedizinische Praxis eingerichtet hatte, erhielt er am 23. November 1843 das Bakkalaureat im Fach Medizin (B. M.) an der Universität London und wurde Mitglied der Royal Medical and Chirurgical Society, am 20. Dezember 1844 bestand er dann auch das Examen als Doktor der Medizin (D. M.). Nachdem er im Sommer 1845 eine Nierenerkrankung auszukurieren und im Herbst eine Reise nach Beckington und auf die Isle of Wight unternommen hatte, kehrte er nach London zurück und erhielt im April 1846 eine Stelle als Dozent (Lecturer) für Rechtsmedizin an der Aldersgate School of Medicine, wo er in den folgenden drei Jahren bis zur Auflösung dieser Schule unterrichtete.

## Narkose
Im Oktober 1846 führte William Thomas Green Morton in den USA die erste erfolgreiche öffentliche Narkose mit Diethylether (damals Schwefeläther, englisch sulphuric ether, genannt) durch. Die Nachricht wurde rasch durch die Presse verbreitet. Am 28. Dezember 1846 fand dann auch in London im Haus des Zahnmediziners James Robinson eine derartige Vorführung statt, der John Snow beiwohnte. Durch seine Untersuchungen zur Asphyxie und ihrer Wirkursachen im Blutkreislauf bestens vorbereitet, machte er sich sofort an die Untersuchung des neuen Verfahrens und entwickelte innerhalb von nur drei Wochen eine verbesserte Apparatur zur Verdampfung und Inhalation des Äthers. Mithilfe von Tierversuchen und Selbstversuchen erschloss er sich ein grundlegendes Verständnis für die Zusammenhänge zwischen der Dosierung des Narkosemittels, der Konzentration der Wirkstoffe im Blut und den Symptomen der Wirkung, das ihn befähigte, das Verfahren bei Operationen am St. George’s Hospital und am University College erfolgreich anzuwenden und die anfangs noch skeptischen Fachkollegen von der Praktikabilität der Methode zu überzeugen. Seit Januar 1847 stellte er seine Erkenntnisse zur Äthernarkose der Öffentlichkeit auch durch Vorträge und durch eine Reihe von Publikationen (drei Artikel und 1847 eine Monografie) vor, die heute als Gründungsdokumente der Anästhesiologie gelten. Wie Marie-Jean-Pierre Flourens kannte auch er 1847 Stadien beim Ablauf einer Narkose, wie sie später durch Arthur Ernest Guedel genauer beschrieben wurden. Die meisten Londoner Chirurgen ließen Narkosen bei ihren Patienten inzwischen durch Snow durchführen. Als im selben Jahr James Young Simpson in Edinburgh auch die anästhetische Wirkung von Chloroform bekannt machte, wandte Snow sich alsbald auch diesem neuen Mittel zu, veröffentlichte seit 1848 darüber und stellte seine praktischen Anwendungen darauf um.
Durch seine Erfolge bei der Einführung der neuen Narkoseverfahren verschaffte sich Snow bald eine herausgehobene Rolle in der Londoner Ärzteschaft. 1850 wurde er Mitglied der Pathological Society of London, 1856 Präsident der Westminster Medical Society und 1857 Mitglied des Beirates der Royal Medical and Chirurgical Society of London. Seine Erfolge vermochten auch den Hof zu überzeugen: 1853 führte er bei der Königin Victoria eine geburtshilfliche Anästhesie (Durchtrittsnarkose) mit Chloroform durch, als diese von Prinz Leopold entbunden wurde. Diese Narkoseform nannte man später unter anderem Narcose à la reine (französisch für „Narkose nach Art der Königin“). Auch 1857 war er damit bei der Geburt von Prinzessin Beatrice erfolgreich.
Im Jahr 1858 war Snow der Erste, der (im Tierversuch) die endotracheale Intubation als Hilfsmittel zur Narkose anwendete. Dazu ließ er über ein Tracheostoma intubierte Kaninchen aus einem Beutel Chloroform atmen (Bei Menschen wurde diese Methode dann 1871 von Friedrich Trendelenburg eingesetzt).

## Cholera

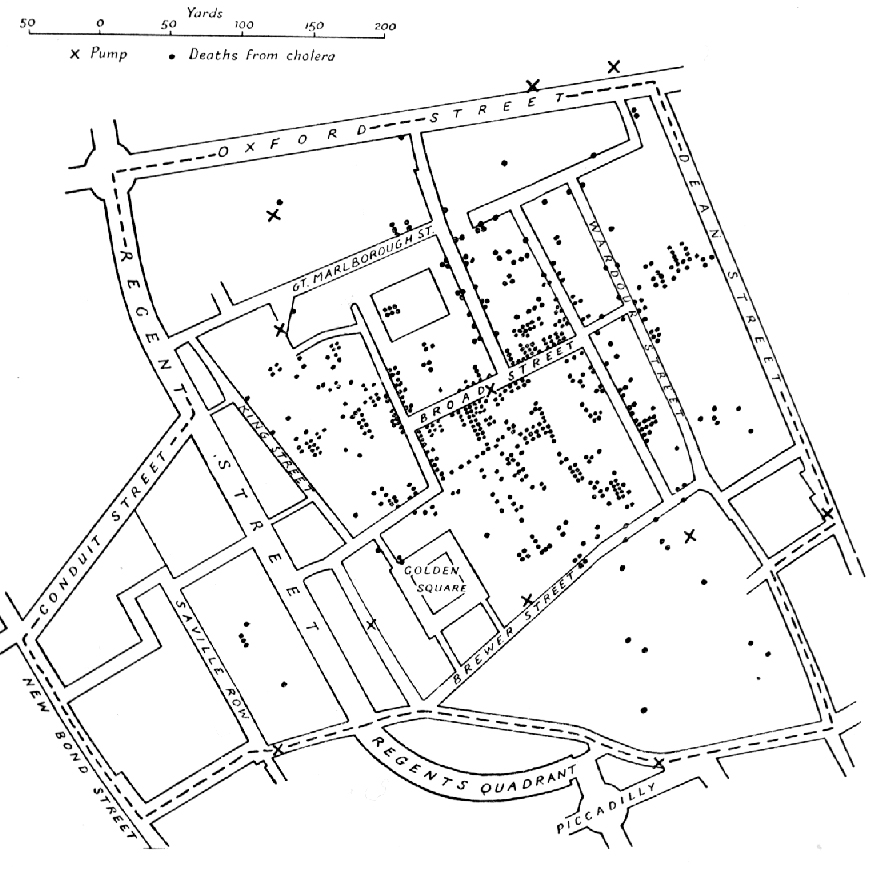
Karte von Dr. John Snow mit den Anhäufungen der Todesfälle bei der Cholera-Epidemie 1854

Joseph Griffiths Swayne, Frederick Brittan und William Budd (1811–1880) untersuchten Abwasser und fanden komma-förmige Mikroorganismen. 1849 legte John Snow zusammen mit William Budd die Abhandlung The Mode of Communication of Cholera vor, in der sie (35 Jahre vor der Entdeckung von „Vibrio comma“ durch Robert Koch) die Auffassung vertraten, dass Cholera von spezifischen lebenden Mikroorganismen im Trinkwasser hervorgerufen würde.
John Snow erkannte 1854 in einer weiteren Untersuchung, dass die herrschende Cholera in London nicht durch Dünste (Miasmen) verbreitet wurde, wie seinerzeit allgemein angenommen wurde: Bei dem Versuch, die offenen, übelriechenden Abwasserkanäle in die Themse zu spülen, war es in Soho zu einer Trinkwasser-Vergiftung und einer Cholera-Epidemie mit 14.000 Toten gekommen. John Snow konnte nachweisen, dass sich die Todesfälle im Bereich einer Wasserpumpe in der Broad Street konzentrierten (siehe Karte), während es gleichzeitig Areale in der Nähe der Pumpe ohne Cholerafälle und -tote gab – wie in der Lion-Brauerei, deren Mitarbeiter kein Wasser tranken. Nachdem die verantwortliche Behörde die Pumpe am 8. September 1854 auf Snows Empfehlung außer Betrieb setzte, indem sie deren Schwengel entfernte, kam es zum Stillstand der Epidemie. Er arbeitete dabei eng mit dem Arzt und Mikrobiologen Arthur Hill Hassall zusammen, der die mikrobiologischen Untersuchungen an Wasser aus Pumpenanlagen und aus der Themse sowie an Stuhlproben der Patienten durchführte und den Erreger der Cholera, Vibrio cholerae, nachweisen konnte.
Seine Theorie wurde jedoch zu seiner Lebenszeit durch die damaligen Wissenschaftler und Ärzte nicht anerkannt und erst einige Jahre nach seinem Tod bestätigt.
Seine Kartenzeichnung mit den Epidemiefällen gilt über die Epidemiologie hinaus als eine der ersten nachgewiesenen räumlichen Analysen.
Siehe auch: Londoner Abwassersystem

## Tod
Nachdem John Snow am 10. Juni 1858 einen leichten Schlaganfall in seiner Praxis erlitten hatte, starb er sechs Tage später an einem weiteren Schlaganfall.

## Schriften (Auswahl)
- Arsenic as a preservative of dead bodies. 1838, The Lancet 1 (10. November 1838): 264.
- Action of recti muscles. London Medical Gazette, LMG[28] 23 (29 December 1838): 559–60.
- Mechanism of respiration. Lancet 1 (5 January 1839): 653–55.
- On the bands in the recti muscles. LMG 23 (28 January 1839): 719–20.
- On distortions of the chest and spine in children, from enlargement of the abdomen. LMG 28 (1841): 112-16
- On Asphyxia and on the Resuscitation of Still-Born Children. LMG 29 (1841–1842): 222–27.
- On paracentesis of the thorax. LMG 29 (1841–1842): 705–07.
- Uterine hemorrhage, with retention of the placenta. LMG 31 (3. November 1842): 224–25.
- On the circulation in the capillary blood–vessels, and on some of its connections with pathology & therapeutics. LMG 31 (1842–1843): 810–16.
- A new kind of pessary. LMG 32 (7. April 1843): 100
- Case of acute poisoning by carbonate of lead. LMG 35 (22. November 1844): 248–50.
- Case of malignant hemorrhagic small–pox. LMG 35 (31 January 1845): 585–86.
- Pericarditis after scarlet–fever. LMG 35 (7 March 1845): 728–29.
- On the pathological effects of atmospheres vitiated by carbonic acid gas, and by a diminution of the due proportion of oxygen. Edinburgh Medical and Surgical Journal 65 (1846): 49–56.
- On the use of the term 'Allopathy. Lancet 1 (21. Februar 1846): 229.
- Some remarks on alkalescent urine and phosphatic calculi. LMG 38 (20. November 1846): 877–81.
- Case of strangulation of the ileum in an aperture of the mesentery. In: LMG. Band 38, (18 Dezember) 1846, S. 1049–1052.
- A lecture on the inhalation of vapur of ether in surgical operations. In: Lancet, I. Band 22, 1847, S. 551 ff.
- Table of the quantity of the vapour of ether in one hundred cubic inches of air. In: MT. Band 15, (23. Januar) 1847, S. 325.
- Table for calculating the strength of ether vapour. In: LMG. Band 39, (29. Januar) 1847, S. 219 f.
- Table of the quantity of the vapour of ether in one hundred cubic inches of air. In: PharJ. Band 6, (1. Februar) 1847, S. 361.
- On the inhalation of the vapour of ether. In: LMG. Band 39, 19. März 1847, S. 498–502, und 26. März 1847, S. 539–542.
- On the Inhalation of the Vapour of Ether in Surgical Operations. J. Churchill, London 1847.
- On the fatal cases of inhalation of chloroform. In: Edinburgh Medical Journal. Band 72, (1. Juli) 1849, S. 75–87; abgedruckt auch in: Faulconer, Keys (1965), S. 469–481.
- On chloroform and other anaesthetics: their action and administration. J. Churchill, London 1858.

## Ausgaben
Aufgenommen sind nur postume Ausgaben. Ein Online-Verzeichnis der Veröffentlichungen zu Lebzeiten des Autors, mit Online-Version zahlreicher Texte, bietet der John Snow Archive and Research Companion der Michigan State University.
- Benjamin Ward Richardson (Hrsg.): On chloroform and other anaesthetics: their action and administration, by John Snow. Edited, with a memoir of the author. John Churchill, London 1858.
- Benjamin Ward Richardson, Wade Hampton Frost (Hrsg.): Snow on cholera: being a reprint of two papers by John Snow, together with a biographical memoir by B. W. Richardson and an introduction by Wade Hampton Frost. Commonwealth, ohne Ort 1936. (Neudruck: Hafner, New York 1965).
- Richard H. Ellis: The case books of Dr. John Snow. Wellcome Institute for the History of Medicine, London 1994 (= Medical History. Supplement 14), ISBN 0-85484-061-3.